# Impianto per il trasporto di minerale in Val Ridanna
L'impianto per il trasporto di minerale in Val Ridanna fu un insieme di tecnologie (ferrovia, teleferica e piano inclinato) per permettere un facile trasporto del materiale estratto dalle miniere della val Ridanna in Alto Adige.

## Storia

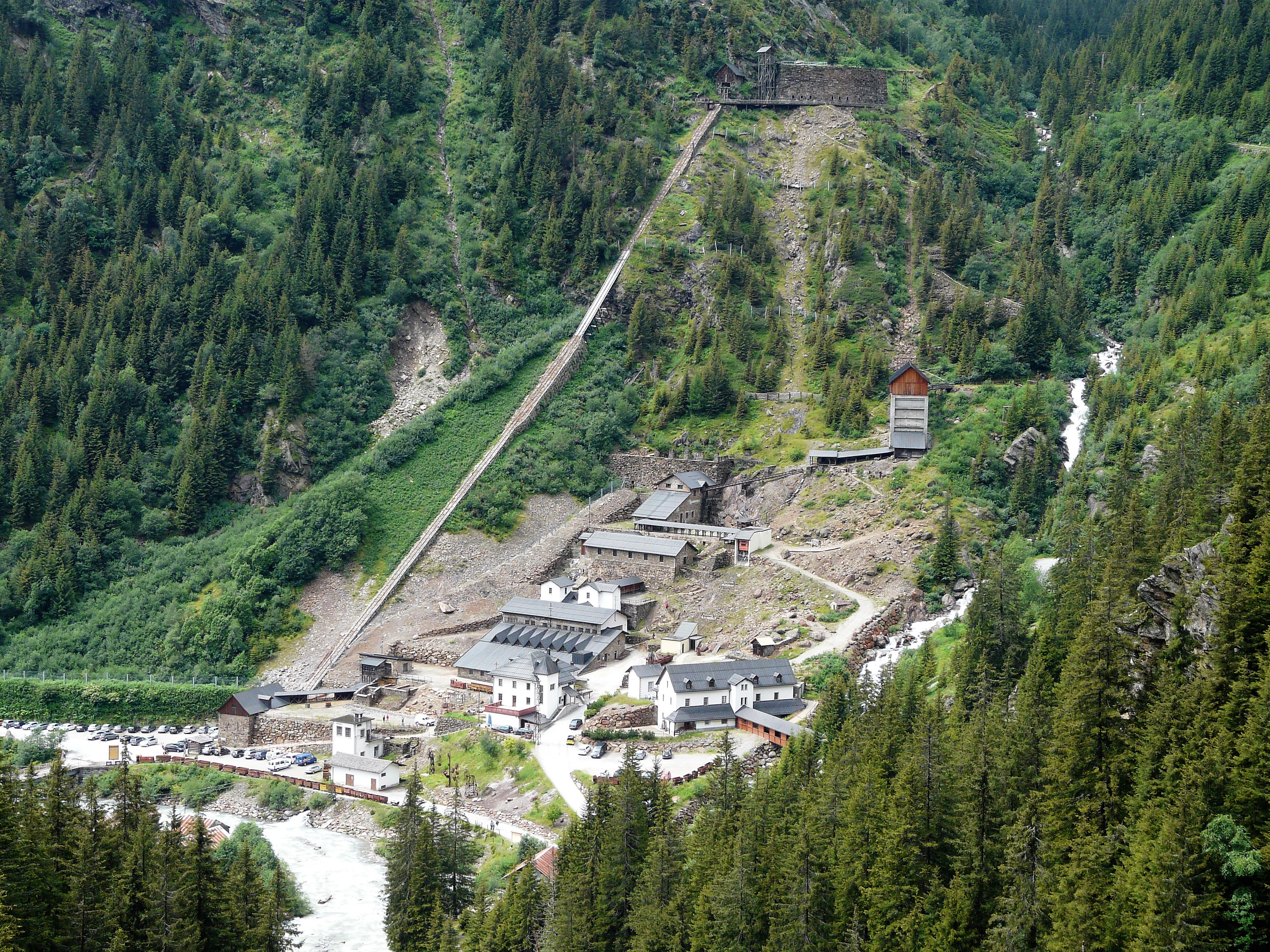
Il complesso di Masseria con a sinistra un piano inclinato facente parte dell'impianto di trasporto

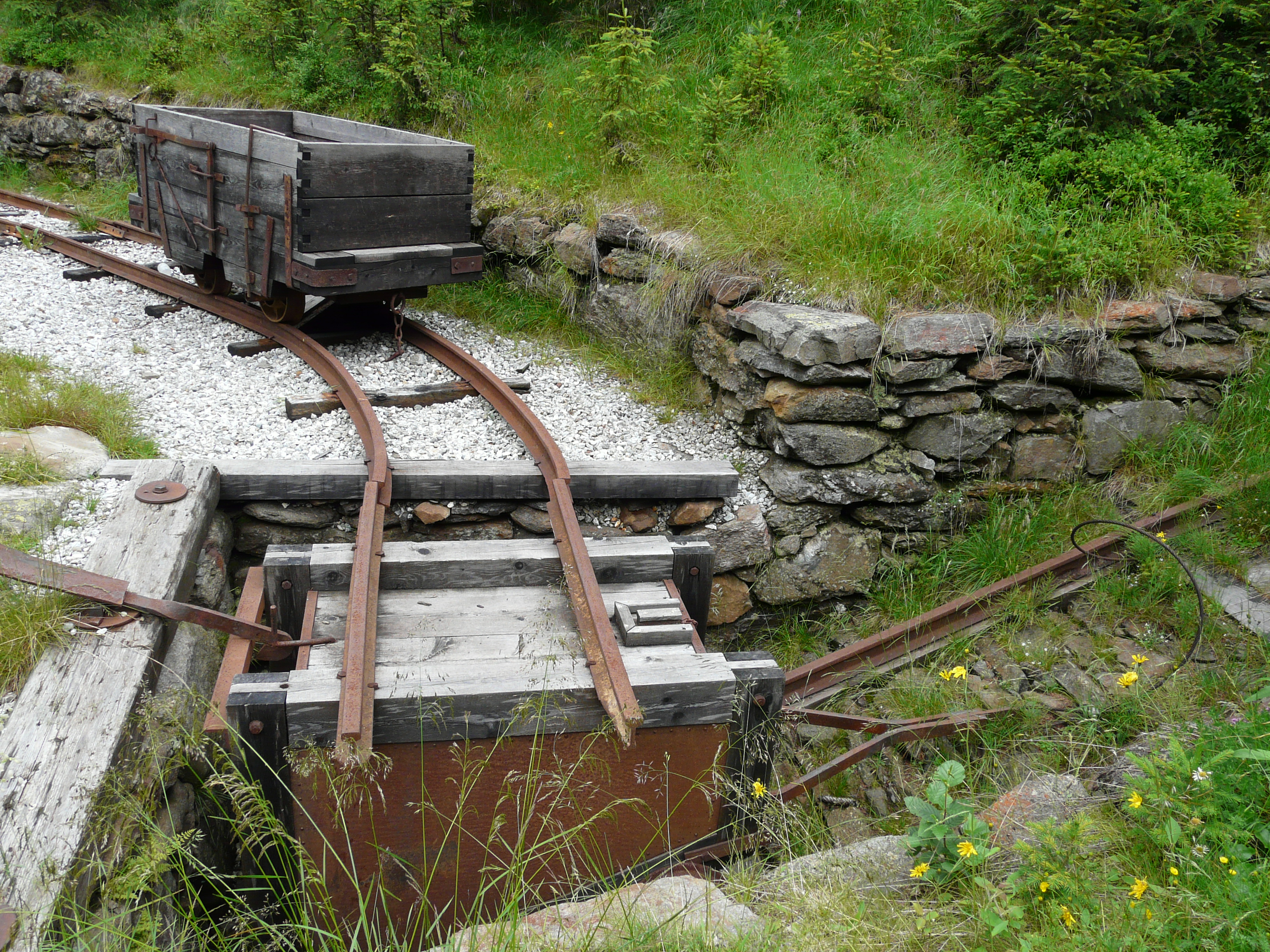
Il passaggio di un carro tra un piano di carreggio ed un piano inclinato

Due valli altoatesine, la val Ridanna (Masseria, 1.417 m) e la val Passiria (San Martino al Monteneve, 2.354 m), sono unite tra di loro dalla Forca Monteneve (2.700 m) nelle Alpi Breonie. Negli anni furono scavati circa 150 chilometri di gallerie ad una quota variabile compresa tra i 2.000 e i 2.650 metri da dove venivano estratte diverse tipologie di materiali come l'argento, il piombo e lo zinco, e per alcuni periodi anche il rame, la galena e il cadmio.
Nonostante non si conosca l'esatto inizio dell'attività estrattiva, si ha però una citazione datata al 1237 di Argentum bonum de Sneberch. La maggior capacità dell'estrazione fu raggiunta attorno al 1500 quando si contavano circa 1000 minatori.
Il problema maggiore fu il trasporto del materiale estratto; all'inizio questo veniva effettuato mediante l'utilizzo di slitte dove il materiale veniva raccolto in sacchi di maiale. A partire dal XV secolo venivano utilizzati anche animali da soma (cavalli e buoi) per la discesa dalla Forca alle fonderie di Ridanna, quindi a Vipiteno, sede del giudice minerario. Da qui in poi il materiale estratto veniva fatto passare per il Brennero per poter raggiungere le fonderie della bassa valle dell'Inn raggiungibili mediante la ferrovia Kufstein-Innsbruck.
Dal 1871 l'amministrazione mineraria dell'impero austro-ungarico di Vienna iniziò ad avere l'idea di costruire una serie d'impianti per il trasporto del materiale estratto dalle gallerie fino a valle; in quei tempi era la struttura a cielo aperto più grande al mondo. Questa partiva dai pozzi di Seemoos (2.187 m) per poi raggiungere la forcella di Monteneve (2.700 m), attraversando la valle di Lazzago e la val Ridanna, ed arrivava infine a Vipiteno (948 m). Questo percorso era possibile grazie a:
- 8 piani inclinati frenati mediante l'utilizzo di contrappesi costituiti da secchi riempiti di acqua o altro materiale per evitare l'impegno di una fatica inutile per l'uomo o per l'animale;
- 8 piani di carreggio su rotaie in falso piano (1-2%) dove, per spostare i carrelli utilizzati da un piano inclinato all'altro, venivano impiegati i cavalli che erano in grado di trasportare anche più di un carro da 1 metro cubo;
- 8 silos massicci strategici per lo stoccaggio temporaneo del materiale estratto che non poteva essere trasportato tutto in una volta.

In totale un percorso lungo circa 27,249 chilometri e con un dislivello di circa 1.900 metri. Dato che il trasporto del materiale estratto durante le stagioni invernali era difficile se non impossibile, si effettuava solamente tra metà luglio fino al massimo metà settembre; un notevole spreco di tempo.
Fu così deciso di trasformare il vecchio sistema di trasporto in uno ferroviario con una conseguente accelerazione nei tempi. Infatti dalle miniere in cima alla montagna (2.700 metri la quota massima) fino all'impianto di arricchimento di Masseria (1.417 m) gli animali da soma impiegavano circa 8 ore mentre grazie al nuovo sistema di trasporto ne servivano solamente 3.

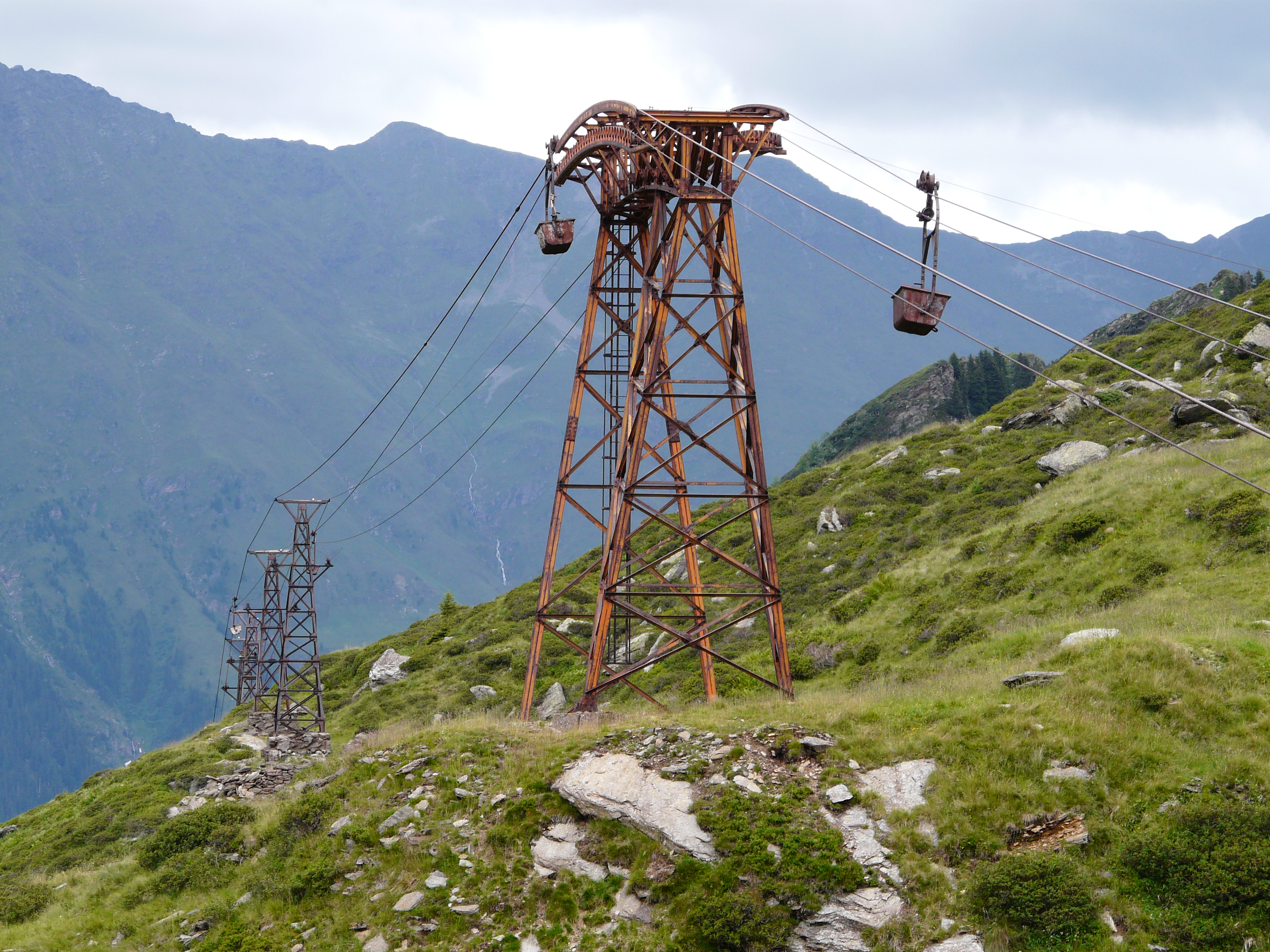
La teleferica costruita nel 1926

Dopo circa 50 anni, ovvero nel 1926, l'impianto ferroviario fu nuovamente sostituito con una teleferica che collegava Monteneve a Mareta passando da Masseria, dopodiché lungo la strada facendo sì che il trasporto fosse possibile per tutto l'anno; tale impianto ha lavorato fino al termine dell'attività estrattiva.
Nel 1967 vi fu un terribile incendio che devastò e distrusse il paese di San Martino; da quel momento in poi i minatori vissero tutti a Masseria e per poter arrivare sul posto di lavoro dovevano servirsi dapprima di una cabinovia che attraversava la valle di Lazzago e successivamente del tunnel ferroviario Poschhaus (2.112 m) lungo circa 3,5 chilometri.
Il complesso minerario chiuse definitivamente l'attività estrattiva nel 1985. Due anni dopo vi fu l'inizio dei lavori per renderlo accessibile al pubblico il quale può notare che anche dopo 800 anni le attività d'estrazione e di trasporto del materiale sono sostanzialmente le stesse.